# Un Natale in città
Un Natale in città (Christmas in the City) è un film TV del 2013 diretto da Marita Grabiak.

## Trama
Wendy Carroll e sua figlia Grace di sei anni vivono in una piccola città dove Natale è ovunque. Lei riceve un avviso di pignoramento tre settimane prima di Natale nel negozio di caramelle di suo padre, da lei gestita da cinque anni. Per fare un po' di soldi in più per salvare il negozio di dolciumi. Wendy e Grace si recano nella grande città, dove vanno dall'amica di Wendy, Angie, a casa sua, che ha appena avuto un ruolo importante in una commedia. Angie lavora presso Wolman's, il maggiore grande magazzino della città, dove porta Wendy a fare domanda per un lavoro temporaneo. Mentre aspetta Angie per il check-in, Wendy incontra Tom, che gestisce il negozio e le offre un lavoro nel reparto giocattoli. Pensa che il negozio sia fantastico, con tutto decorato per le vacanze di Natale; la direttrice delle vendite del negozio, Teanna, distrugge però lo spirito natalizio in tutto il negozio e sostituisce Babbo Natale con un video di un modello di mutande intimo maschile circondato da "ragazze" vestite da elfe.
Quello che Teanna non sa è che in realtà ha licenziato il vero Babbo Natale. Ignaro del suo vero stato di "Babbo Natale", Wendy raggiunge il vecchio, ma sembra che anche lui abbia rinunciato alla speranza. Con la figlia che perde la fiducia nelle vacanze, Wendy si rende conto che deve riportare il vero significato del Natale a Wolman prima che sia troppo tardi.
Così grazie all'aiuto di Angie, di Grace e di Tom decorano di nuovo il negozio e Teanna va su tutte le furie e se ne va, dopo Tom e Wendy si baciano.